# Mathilde van Toscane
Mathilde van Toscane (Mantua, 1046 - Bondeno di Roncore, 1115), bijgenaamd la Grande Contessa ("de Grote Gravin"), was een van de machtigste en meest invloedrijkste vorsten in middeleeuws Italië. Ze heerste over een uitgestrekt territorium in Noord-Italië dat zich uitstrekte over Toscane, Emilia, Romagna en delen van Lombardije. Tijdens de hervormingsbeweging in de Katholieke Kerk van de 11e eeuw steunde ze de pausen volledig met diplomatieke en militaire inzet. Toen de Investituurstrijd losbarstte, het conflict tussen de Heilig Roomse keizer en de paus over de benoeming van bisschoppen, bleef ze ook achter de paus staan en kwam daarbij lijnrecht tegenover haar leenheer, de Duitse keizer, te staan. Toen ze in 1115 overleed liet ze een enorme erfenis na, maar ze kreeg geen kinderen en na haar dood zou het huis Canossa uitsterven en raakten haar bezittingen verdeeld tussen de keizer en de paus.

## Leven

### Familie

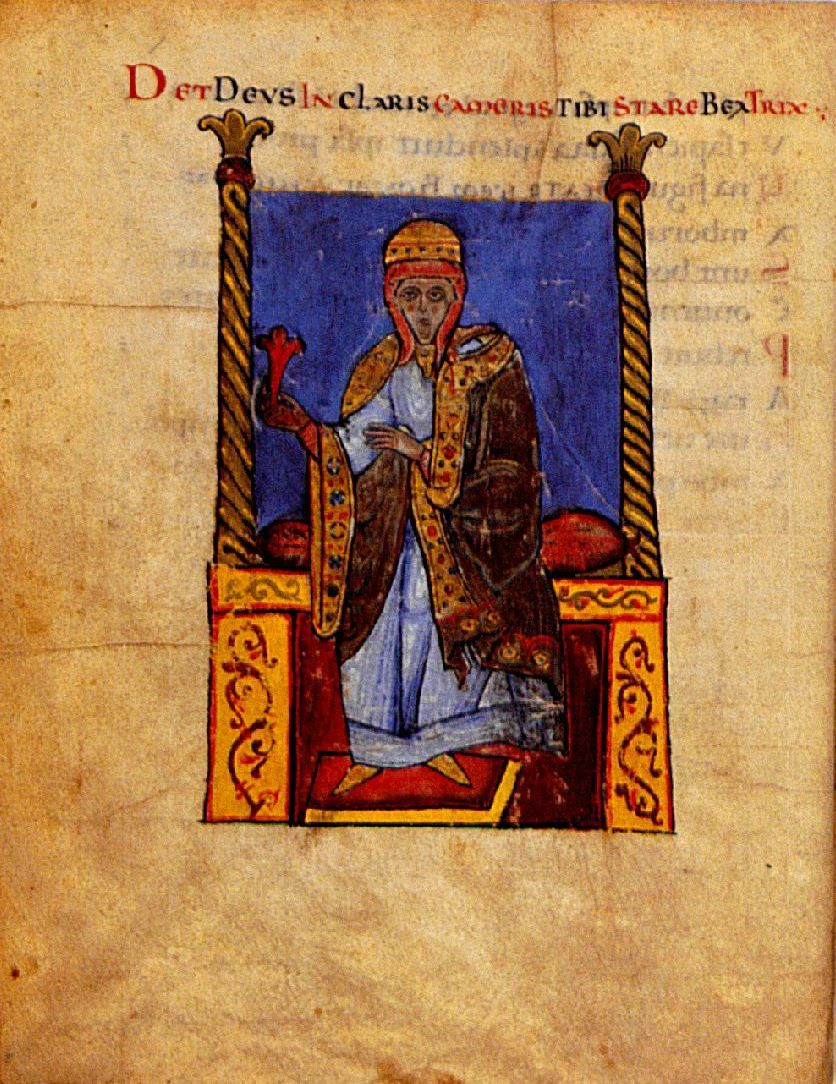
Beatrice van Lotharingen, moeder van Mathilde, met wie ze het markgraafschap bestuurde. (ca.1115), Codex Vat. lat. 4922, Donizo, Vaticaanse Bibliotheek

Mathilde was derde kind van Bonifatius III van Toscane en Beatrix van Lotharingen en kwam aanvankelijk niet in aanmerking voor de opvolging. Toen haar vader in 1052 overleed kwam haar broer, Frederik in het bezit van de uitgebreide erflanden. Omdat hij op dat moment nog niet meerderjarig was, werd hun moeder Beatrice regent van Toscane. Haar situatie was evenwel niet benijdenswaardig. Haar echtgenoot had als de machtigste landheer in Noord-Italië, herhaaldelijk gebotst met keizer Hendrik III. Hendrik betwistte de erfopvolging van Bonifatius door zijn minderjarige zoon als markgraaf en poneerde het juridische standpunt dat de bestuurde gebieden hem als leenheer nu weer rechtens toekwamen. Op deze manier, het betwisten van erfopvolging, werd in de middeleeuwen onder het feodale stelsel vaak geprobeerd de macht te vergroten. Er werd een juridische claim gesteld en daarna werd het betreffende gebied met een leger aangevallen. Om zich militair te kunnen verdedigen huwde Beatrice, met pauselijke goedkeuring, een andere machtige vazal van Hendrik III, Godfried II van Lotharingen, die na rebellie tegen Hendrik III het bestuur over Lotharingen was ontnomen.
Dit was dus niet naar de zin van Hendrik III, die Beatrice beschuldigde van majesteitsschennis, omdat ze gehuwd was met een opstandeling; Godfried II was immers in oorlog met Hendrik III. Om een openlijke oorlog te vermijden trokken Beatrice en haar zoon Frederik naar Hendrik op vredesmissie, maar dit haalde weinig uit en Hendrik liet hen gevangenzetten. Hendrik probeerde hiermee Godfried te verhinderen zich in te laten met het bestuur van het markgraafschap. Volgens de keizer stond Frederik nu onder de bescherming van de keizer zelf zodat die het regentschap kon waarnemen. Godfried nam echter tijdens de afwezigheid van Beatrice en Frederik de bestuurlijke zaken voor hen waar. Aan deze situatie kwam een einde toen Frederik in 1055 plots overleed, nu was Mathilde de enige erfgename en dus de heerser over een uitgestrekt territorium in Noord-Italië.  Om haar veiligheid te waarborgen werd ze door haar stiefvader ondergebracht in het kasteel van Canossa. Haar moeder zat nog steeds in gevangenschap bij de keizer. Enkele maanden later, in 1056, vezoende Godfried zich met keizer Hendrik, die daarop Beatrice vrijliet. Niet lang daarna overleed Hendrik. Onder de minderjarige Hendrik IV werd het recht van Mathilde op de erfenis van Bonifatius haar niet langer ontzegd.

### Hervormingsbeweging in Italië
In 1059 werd voor Mathilde door haar moeder en stiefvader een huwelijksovereenkomst gearrangeerd met de zoon van Godfried, Godfried III met de bult. Hun huwelijk vond plaats tussen 1069 en 1071, kort voor of kort na het overlijden van Godfried II. Hoewel hun relatie niet altijd even harmonieus was kregen ze toch minstens één kind, dat echter al snel zou overlijden. Tijdens het grootste deel van hun huwelijk zou Godfried zich in zijn erflanden in Lotharingen bevinden en Mathilde in Italië. Tot een juridische breuk zou het echter pas komen tijdens de Investituurstrijd.
Mathilde's moeder vervulde tijdens Mathilde's minderjarigheid tot aan haar dood de rol van regent van Toscane. Beatrice ontwikkelde zich als een belangrijke steunpilaar en strategische motor van de hervormingen binnen de Katholieke Kerk in de 11e eeuw. Ze steunde de hervormer Anselmus van Lucca, die zich mede dankzij deze politieke, financiële en militaire steun kon laten verkiezen als opvolger van paus Nicolaas II in 1061. Als paus Alexander II kon hij haar hulp goed gebruiken, zowel om de in zijn ogen noodzakelijke hervormingen te kunnen doorvoeren als om een tegengewicht te bieden voor de Noormannen die zich in Zuid-Italië hadden gevestigd en een voorzichtige alliantie hadden met de paus.
Na het overlijden van Alexander II waren Mathilde, haar moeder Beatrice en dier echtgenoot Godfried in 1073 ook aanwezig bij de kroning van paus Gregorius VII. Godfried keerde echter al snel terug naar Lotharingen en kwam in het keizerlijke kamp terecht, terwijl Beatrice en Mathilde in Italië bleven en tot de pauselijke partij behoorden. Ondanks deze feitelijke scheiding werd de huwelijksovereenkomst niet ontbonden. Godfried zou echter in 1076 vermoord worden terwijl hij zich in de buurt van Vlaardingen bevond. In hetzelfde jaar overleed ook haar moeder, wat van Mathilde de onbetwiste heerser van Toscane maakte.

### Gang naar Canossa

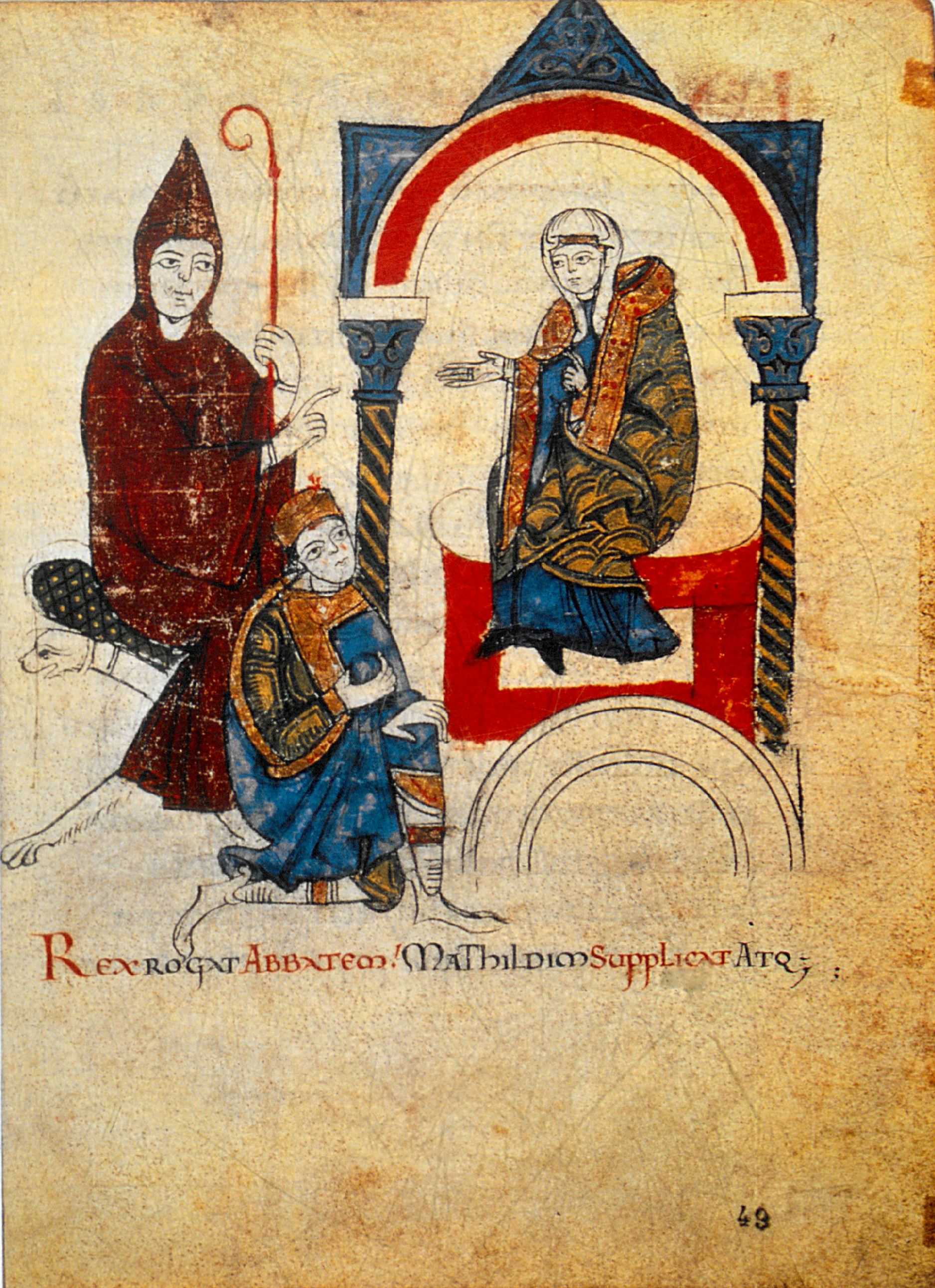
Mathilde (rechts) terwijl Keizer Hendrik IV (midden) om vergiffenis smeekt tijdens de Gang naar Canossa. (ca.1115), Codex Vat. lat. 4922, Donizo, Vaticaanse Bibliotheek

Ondanks de goede relatie die haar vader Bonifatius en vooral haar grootvader Tedald onderhielden met de Heilig Roomse keizers, zou Mathilde een van de grootste tegenstanders van de keizer worden. Ze stond samen met haar moeder zeer dicht bij de paus, Gregorius VII, die zich volledig inzette voor de hervormingen in de Kerk. In 1075. Tijdens een concilie van Rooms-Katholieke kerkleiders in het paleis van de Lateranen, kondigde hij de basis van zijn hervormingen af. Simonie, het verhandelen van Kerkelijke ambten, werd streng bestraft en het celibaat scherper gesteld. Hij kondigde ook het primaat van de paus af, waarmee hij stelde dat alleen de paus bisschoppen mocht benoemen, en niet de wereldlijke macht. Hiermee ging hij in tegen een praktijk die breed werd toegepast in Europa en barstte de zogenaamde Investituurstrijd los.
Het conflict tussen paus en keizer begon nog in hetzelfde jaar, toen keizer Hendrik IV tegen de besluiten van het kerkconcilie in, bisschoppen benoemde in Milaan, Fermo en Spoleto. Paus Gregorius bedreigde Hendrik met excommunicatie, ofwel uitsluiting van de kerk, wat op de synode van Worms in 1076 leidde tot de afzetting van de paus door de Duitse en Noord-Italiaanse bisschoppen. Een pauselijke reactie bleef niet uit en enkele maanden later werd Hendrik door de paus geëxcommuniceerd en werden zijn onderdanen opgeroepen om in opstand te komen. Omdat de kerk formeel beschouwd  niets te zeggen had buiten de eigen organisatie (jurisdictie) moesten dergelijke maatregelen vooral gezien worden als machtspel, maar er was wel een psychologisch effect: de kerk gaf te kennen de keizer niet te steunen. In 1077 kwam een einde aan dit conflict, toen Hendrik IV op uitnodiging van Mathilde naar haar kasteel in Canossa kwam en, na bemiddeling van Mathilde en Hugo van Cluny, zich met Gregorius verzoende.

### Investituurstrijd

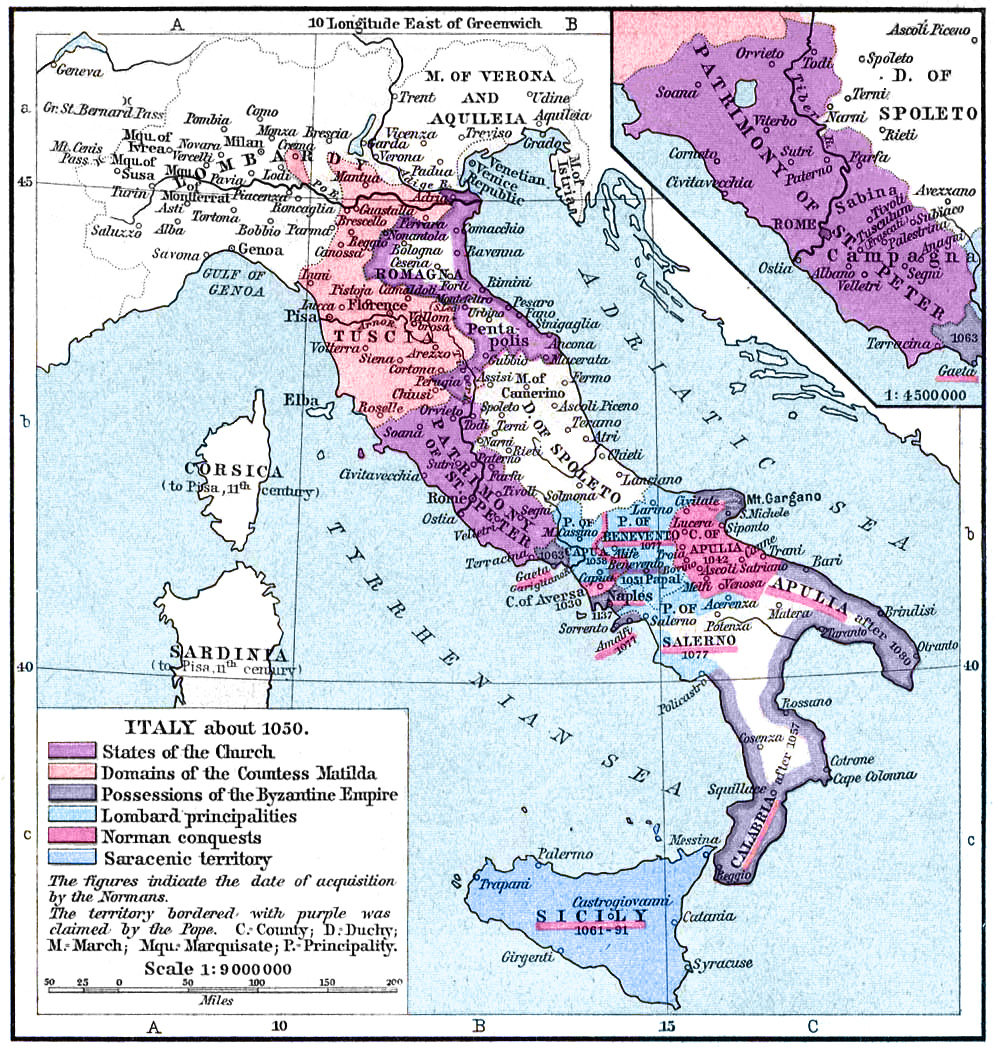
Italië in de 11e eeuw. De strategische ligging van het territorium van Mathilde (roze), tussen de pauselijke gebieden (paars) en het keizerrijk, is goed zichtbaar.

Nauwelijks een jaar later begon het conflict opnieuw en ook deze keer draaide het om de investituur. In 1080 werd Hendrik opnieuw geëxcommuniceerd en werd Rudolf van Zwaben, met Duitse steun, tot tegenkoning benoemd. Tussen 1080 en 1106 was Mathilde vrijwel steeds in oorlog met de keizer en ze slaagde er in om haar kerngebied, Canossa, te beschermen. De goedverdedigde vallei weerstond alle aanvallen, maar de andere gebieden van Mathilde hadden regelmatig te lijden onder de keizerlijke legers. Ze bleef echter de paus steunen en smolt in 1082 een deel van haar goudschat om en stuurde dit naar Gregorius om zijn expedities te financieren.
In 1084 werd Gregorius verjaagd uit Rome en werd Clemens III door de keizer tot tegenpaus benoemd. Ondanks deze nederlaag bleef de paus steun vinden in Italië, zowel bij de Noormannen onder leiding van Robert Guiscard in Zuid-Italië als bij Mathilde in Noord-Italië. In 1086 werd de tegenpaus verjaagd door paus Victor III, die na zijn dood in 1087 werd opgevolgd door paus Urbanus II. Beide pausen regeerden met de actieve steun van Mathilde, die een goede relatie had met Urbanus II. In 1089 huwde ze, op zijn aangeven, met Welf V van Beieren, die veel jonger was, om zo een bondgenoot te vinden in het Duitse kamp.
Hendrik was woedend om dit huwelijk en viel meteen de gebieden van Mathilde binnen. In 1090 nam hij haar bezittingen in Lotharingen af, de erfenis van haar stiefvader en echtgenoot. Een jaar later viel hij ook Italië binnen en veroverde Mantua, de de facto hoofdplaats van het rijk van Mathilde en hij veroverde Ferrara. Hij probeerde ook Canossa in te nemen, om Mathilde eens en voor altijd uit te schakelen, maar leed daar, door de combinatie van het onbekende terrein en het krachtige militaire optreden van Mathildes soldaten in de vallei, een smadelijke nederlaag. Kort daarna zou hij vragen om een wapenstilstand, waarmee ze onder door vooral door haar opgestelde voorwaarden akkoord ging.
Toch bleef ze een gedegen tegenstander van Hendrik. Toen Hendriks zoon Koenraad in 1093 in opstand kwam en de Italiaanse kroon opeiste werd hij daarin gesteund door Mathilde. Ze verleende ook onderdak aan Adelheid van Kiev, de vrouw van Hendrik IV, die was weggevlucht van haar echtgenoot. Hendrik slaagde er wederom niet in Mathilde's legers te verslaan, maar boekte wel een kleine overwinning toen haar bondgenootschap met Beieren strandde. In 1095 zou ze scheiden van Welf, na slechts zes jaar huwelijk. Ook binnen Toscane waren er problemen toen Ferrara en Parma in opstand kwamen, maar beide opstanden werden snel neergeslagen.
Hoewel het conflict tussen Mathilde en Hendrik IV vooral draaide rond de steun van Mathilde aan de hervormingsgezinde pausen, was het ook deel van de strijd om controle over Noord-Italië. Deze gebieden behoorden formeel toe aan het Heilig Roomse Rijk, maar de controle van de keizers was relatief zwak. Het huis Canossa speelde een cruciale rol in deze strijd, omdat hun territorium alle belangrijke Alpenpassen bevatte en dus de toegang tot Italië controleerde. Zowel tijdens de regeerperiode van Bonifatius als tijdens die van Mathilde eiste de keizer de heerschappij over de omvangrijke bezittingen van de familie op. Hun steun aan de paus kwam voort uit, zeker wat betreft Mathilde, de persoonlijke banden maar vormde ook een tegengewicht voor de keizerlijke macht. Na de dood van Mathilde, die geen kinderen naliet, werd in Toscane geen nieuwe markgraaf meer benoemd en kwamen de Italiaanse stadstaten op, wat de keizerlijke controle nog zwakker maakte.

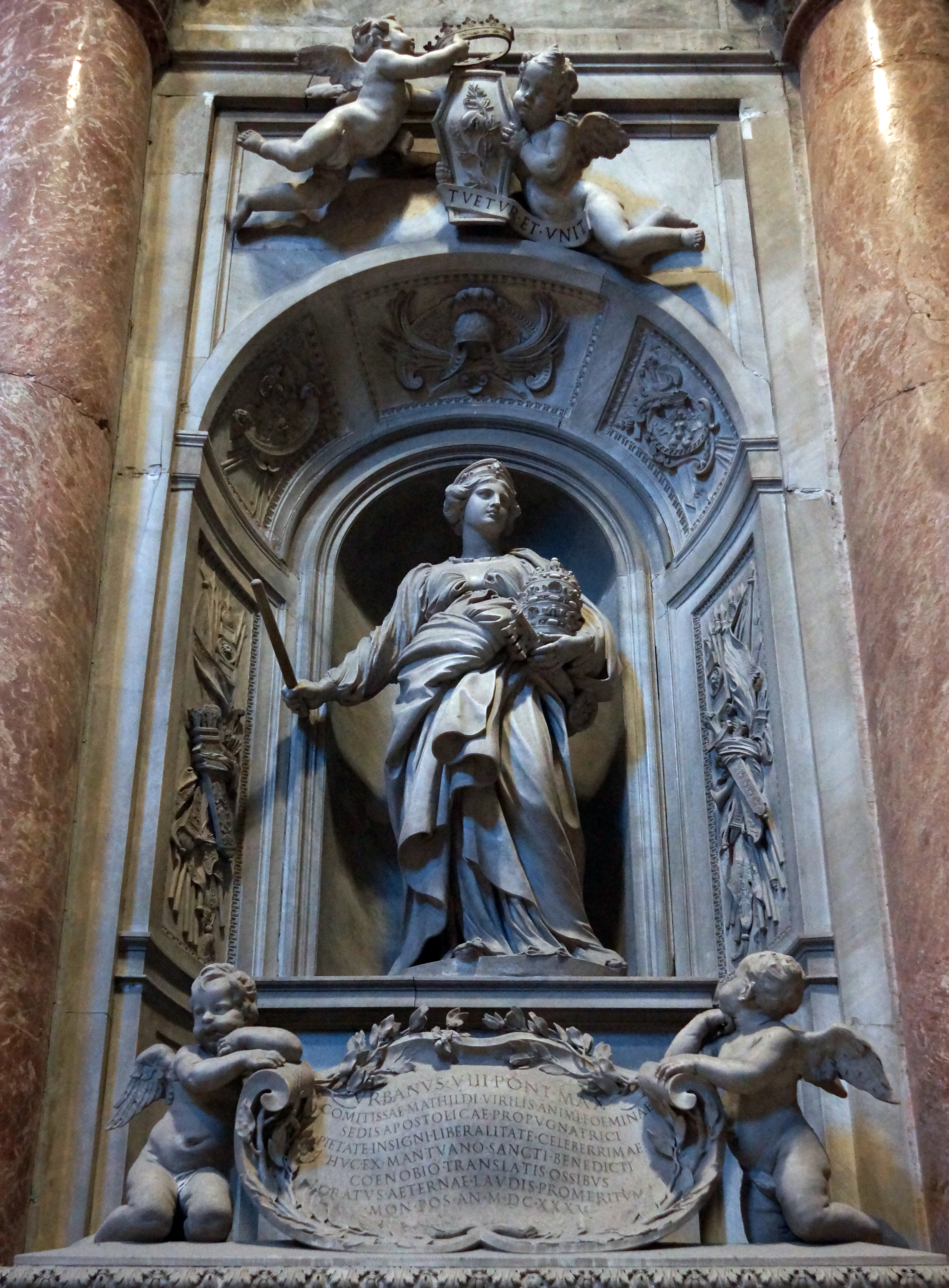
17e-eeuwse tombe van Mathilde in de Sint-Pietersbasiliek, waar ze na haar dood is overgebracht

### Verzoening met Hendrik V
Toen in 1106 Hendrik IV overleed werd zijn zoon Hendrik V gekozen tot keizer. In 1110 sloot Mathilde uiteindelijk vrede met de Duitse keizer, al bleef er wel een conflict bestaan over aan wie na de dood van Mathilde haar erflanden toekwamen. Mathilde zou per testament haar gebieden aan de paus hebben nagelaten, maar dit werd door de keizer betwist. De relatie tussen Hendrik en Mathilde was echter een stuk beter dan met zijn vader, en hij benoemde haar tot vice-regent van Ligurië, de facto onderkoningin van Italië. Binnen Toscane bleef het echter onrustig en kwam Mantua in 1114 in opstand, al werd die snel neergeslagen, maar niet zonder bloedvergieten.

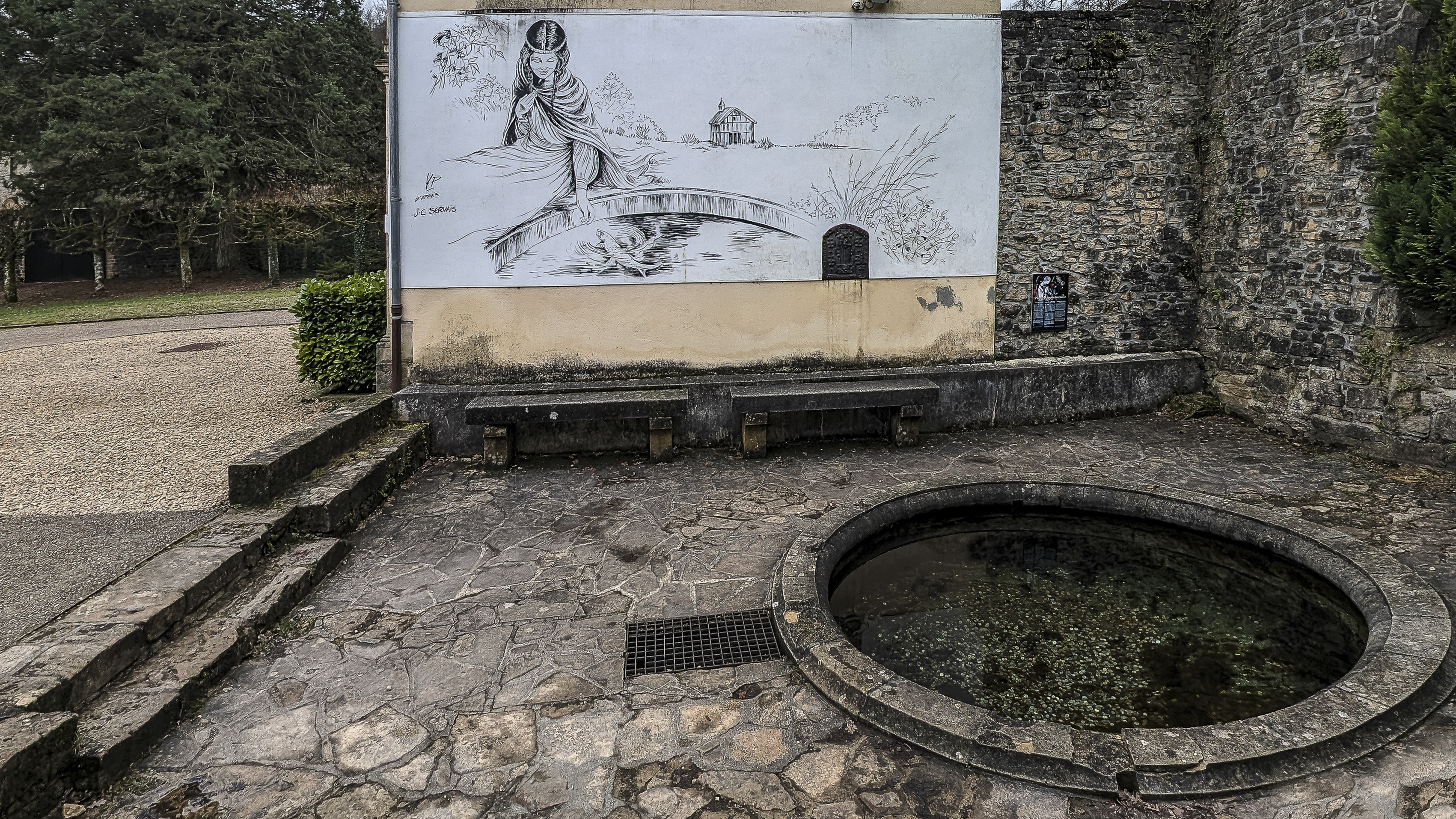
Mathildebron in de abdij van Orval

### Opvolging
In 1115 overleed Mathilde kinderloos in haar kasteel in Canossa. Met haar dood stierf het huis Canossa uit in de mannelijke lijn en kwam haar territorium aan de keizer toe. Al snel na haar overlijden nam Hendrik dus haar bezittingen over, maar hierdoor kwam hij in conflict met de paus. Mathilde zou immers tijdens haar leven haar volledige erfenis per testament aan de paus geschonken hebben. Uiteindelijk zouden ze verdeeld worden tussen paus en keizer, waarbij het grootste gedeelte bij de pauselijke gebieden gevoegd werd. Na haar dood werd er geen nieuwe landheer meer benoemd, wat een impuls gaf aan het onafhankelijkheidsstreven van de Italiaanse steden.

## Legendes

### Legende van Orval
Mathilde van Toscane ligt aan de basis van de legende van Orval: ze zou omstreeks 1076 gerust hebben bij de bron in het dal van Orval. Terwijl zij met haar handen door het water gleed, verloor ze haar trouwring. De ring was een aandenken aan haar overleden echtgenoot, Godfried met de Bult en ze smeekte en bad tot God om hulp. Na haar gebeden keerde ze terug naar de bron. Een forel kwam boven met haar trouwring in de bek. Daarop riep zij uit: "Dit is werkelijk een gouden dal!" (Latijn: aurea vallis, vandaar Orval).
Uit dankbaarheid besloot ze op deze gezegende plaats een klooster te stichten. De bron heet tegenwoordig de Mathildebron. De plaatselijke traditie wil dat elk jong meisje dat een geldstuk in de bron werpt binnen het jaar zal trouwen.
De forel met de ring in de bek staat afgebeeld op het etiket van de flesjes, de glazen en reclamepanelen van het Orval-Trappistenbier.

## Voorouders
| Voorouders van Beatrix van Lotharingen | Voorouders van Beatrix van Lotharingen                                         | Voorouders van Beatrix van Lotharingen                                         | Voorouders van Beatrix van Lotharingen                                         | Voorouders van Beatrix van Lotharingen                                         | Voorouders van Beatrix van Lotharingen                                   | Voorouders van Beatrix van Lotharingen                                   | Voorouders van Beatrix van Lotharingen                                       | Voorouders van Beatrix van Lotharingen                                       |
| -------------------------------------- | ------------------------------------------------------------------------------ | ------------------------------------------------------------------------------ | ------------------------------------------------------------------------------ | ------------------------------------------------------------------------------ | ------------------------------------------------------------------------ | ------------------------------------------------------------------------ | ---------------------------------------------------------------------------- | ---------------------------------------------------------------------------- |
| Overgrootouders                        | Diederik I van Lotharingen (965-1027) ∞ 9 Richildis van Metz (ca. 965 - 995)   | Diederik I van Lotharingen (965-1027) ∞ 9 Richildis van Metz (ca. 965 - 995)   | Herman II van Zwaben (-1003) ∞ Gerberga van Bourgondië (965–1019)              | Herman II van Zwaben (-1003) ∞ Gerberga van Bourgondië (965–1019)              | Adalbert-Atto van Canossa (940-988) ∞ Hildegard (~930-982)               | Adalbert-Atto van Canossa (940-988) ∞ Hildegard (~930-982)               | Hubert van Spoleto (-969) ∞ 964 Willa, dochter van Boniface I of Spoleto (-) | Hubert van Spoleto (-969) ∞ 964 Willa, dochter van Boniface I of Spoleto (-) |
| Grootouders                            | Frederik II van Lotharingen (986-1027) ∞ 9 Mathilde van Zwaben (ca. 965 - 995) | Frederik II van Lotharingen (986-1027) ∞ 9 Mathilde van Zwaben (ca. 965 - 995) | Frederik II van Lotharingen (986-1027) ∞ 9 Mathilde van Zwaben (ca. 965 - 995) | Frederik II van Lotharingen (986-1027) ∞ 9 Mathilde van Zwaben (ca. 965 - 995) | Tedald van Canossa (-1012) ∞ Willa van Spoleto (–)                       | Tedald van Canossa (-1012) ∞ Willa van Spoleto (–)                       | Tedald van Canossa (-1012) ∞ Willa van Spoleto (–)                           | Tedald van Canossa (-1012) ∞ Willa van Spoleto (–)                           |
| Ouders                                 | Beatrix van Lotharingen (1016-1076) ∞ Bonifatius III van Toscane (†1052)       | Beatrix van Lotharingen (1016-1076) ∞ Bonifatius III van Toscane (†1052)       | Beatrix van Lotharingen (1016-1076) ∞ Bonifatius III van Toscane (†1052)       | Beatrix van Lotharingen (1016-1076) ∞ Bonifatius III van Toscane (†1052)       | Beatrix van Lotharingen (1016-1076) ∞ Bonifatius III van Toscane (†1052) | Beatrix van Lotharingen (1016-1076) ∞ Bonifatius III van Toscane (†1052) | Beatrix van Lotharingen (1016-1076) ∞ Bonifatius III van Toscane (†1052)     | Beatrix van Lotharingen (1016-1076) ∞ Bonifatius III van Toscane (†1052)     |
| Mathilde van Lotharingen (1046-1115)   |                                                                                |                                                                                |                                                                                |                                                                                |                                                                          |                                                                          |                                                                              |                                                                              |